# Hachee
Le hachee (prononcé en néerlandais : [ɦɑˈʃeː]) est un ragoût hollandais traditionnel à base de viande (notamment de bœuf), de poisson ou de volaille, coupée en dés et accompagnée d'une sauce acidulée au vinaigre, de pommes de terre et de légumes.
Le nom néerlandais hachee (écrit sans accent aigu) vient du français « viande hachée ». Le ragoût a probablement son origine dans la réutilisation de la viande cuite dans un four hollandais avec les légumes disponibles. Le vin ou le vinaigre sont ajoutés pour rendre la viande plus tendre.
Le hachee à base de bœuf, d'oignons et de vinaigre (ou de vin) est un exemple typique de la cuisine néerlandaise traditionnelle. On ajoute à la sauce épaisse des clous de girofle et des feuilles de laurier.
Le hachee est généralement servi avec des pommes de terre bien farineuses ou du riz, ou avec du chou rouge cuisiné aux pommes.
Les Néerlandais associent volontiers le hachee au  plat de légumes appelé hutspot.

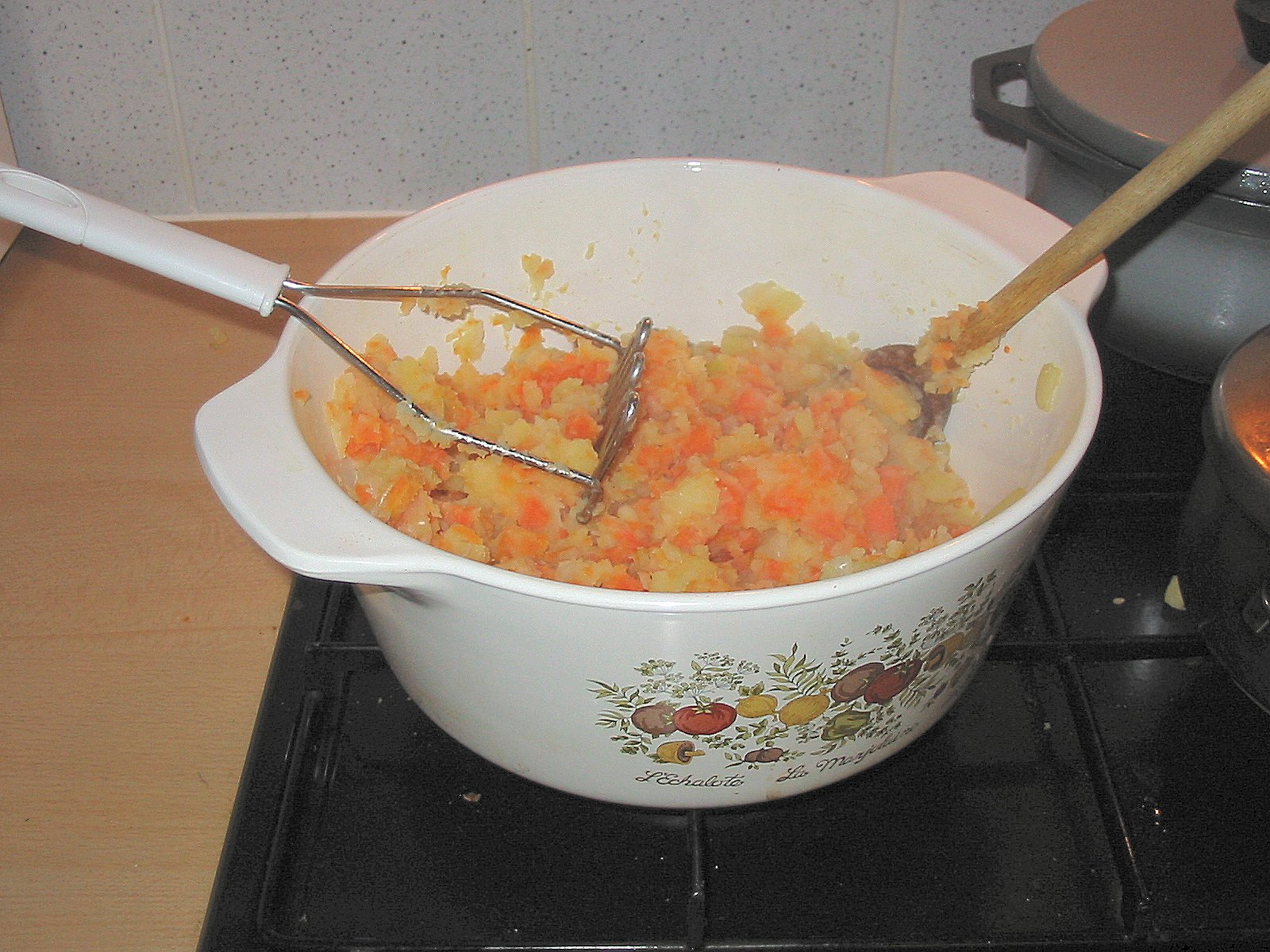
Le hutspot, plat de légumes en purée.
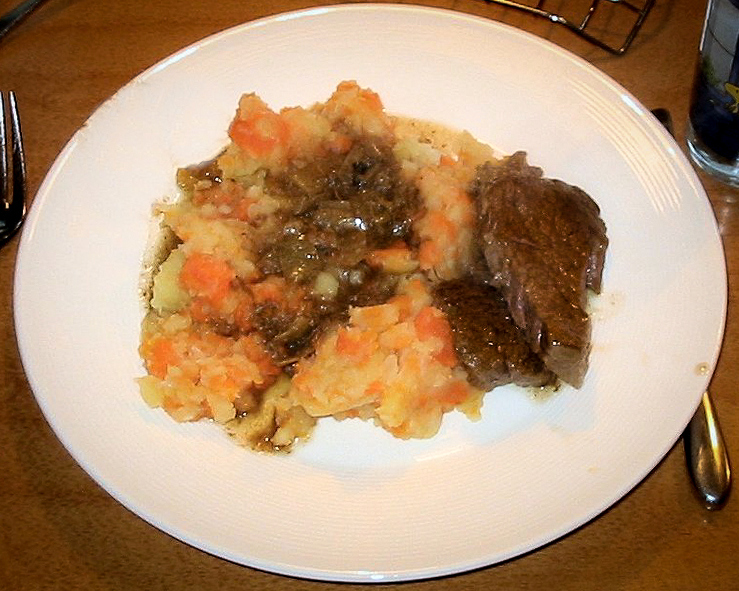
Le hutspot est associé au hachee.